# 442 Eichsfeldia
442 Eichsfeldia eller 1899 EE är en asteroid i huvudbältet, som upptäcktes 15 februari 1899 av de tyska astronomerna Max Wolf och Friedrich Karl Arnold Schwassmann i Heidelberg. Den har fått sitt namn efter Eichsfeld i Tyskland.
Asteroiden har en diameter på ungefär 85 kilometer.